# ブリティッシュ・アメリカン・タバコ
ブリティッシュ・アメリカン・タバコ（英: British American Tobacco Plc）は、イギリスのロンドンに本社を置く、タバコ製造・販売企業。略称BAT又はBA。ロンドン証券取引所、ニューヨーク証券取引所、JSE上場企業（LSE: BATS、NYSE: BTI、JSE: BTI）。
代表的なブランドにラッキーストライク、ケントなどがある。

## 沿革
1902年、イギリスのインペリアル・タバコ（現在のインペリアル・ブランズ）とアメリカ合衆国のアメリカン・タバコ・カンパニーのジョイント事業として設立された。1984年にイーグルスター保険を買収した。2017年、R.J.レイノルズ・タバコ・カンパニーの全株式を買収し子会社化した。

## 主要業務
ブリティッシュ・アメリカン・タバコが所有するブランドとして国際展開しているものは、ダンヒル、ケント、ラッキーストライク、ポールモール、ヴォーグ、ロスマンズ、ウィンフィールド、ステートエクスプレス555、クール、バイスロイなどがある。ただし販売している各国でブリティッシュ・アメリカン・タバコが商標権、販売権を持っているわけではない。

## 世界展開
ブリティッシュ・アメリカン・タバコが製造または販売するローカルブランドは下記のものがある。
- ベンソン&ヘッジズ（バングラデシュ）
- ベルモント（コロンビア、チリ、ベネズエラ）
- ジョッキークラブ（アルゼンチン）
- ストラッドブローク（オーストラリア）
- ハリウッド（ブラジル）
- デュモリエ（カナダ）
- プリンス（デンマーク）
- ノースステート（フィンランド）
- HB（ドイツ）
- ソピアネー（ハンガリー）
- ウィリス（インド）
- アルダス（インドネシア）
- キャロルズ、キャロルズキング、グランドパレード、ブラックエレン（ドイツ）
- スウィートアフトン、メジャー（アイルランド）
- ブーツ、アラン（メキシコ）
- ゴールドリーフ（バングラデシュ、パキスタン）
- ヤンIIIソビエスキ（ポーランド）
- ヤヴァゴールド（ロシア）
- コートレイ（南アフリカ）
- パリジェンヌ（スイス）
- マルテペ（トルコ）
- ション（ウズベキスタン）
- マルボロ（バングラデシュ）
- クレーブンA（ベトナム、ジャマイカ）
- BATスナス、ホリデイ、フリーダム、パークドライブ（ニュージーランド）
- ロイヤルズ（イギリス）
- エンバシー（ケニア）
- バイスロイ、ニューポート、ラッキーストライク（ドミニカ共和国）
- デルタ（エルサルバドル）

### 日本
日本では、ケントが最主力銘柄である。日本法人はブリティッシュ・アメリカン・タバコ・ジャパン合同会社（British American Tobacco Japan, Ltd.）で、東京（ミッドタウン・タワー）にオフィスを持つ。2020年現在は殆どの銘柄が韓国の工場で製造されている。

#### 日本販売製品
紙巻
葉巻
- キャプテン・ブラック
- スウィング
- オートイ
- サンライズ
- キュベロ

加熱式たばこ
- glo

販売終了
- カプリ

- ポールモール

- カールトン
- ダンヒル
- ヴォーグ
- ロスマンズ

- ハーレーダビッドソン (たばこ)
- キャプテンブラック銘柄全品（2006年）

## モータースポーツとの関わり

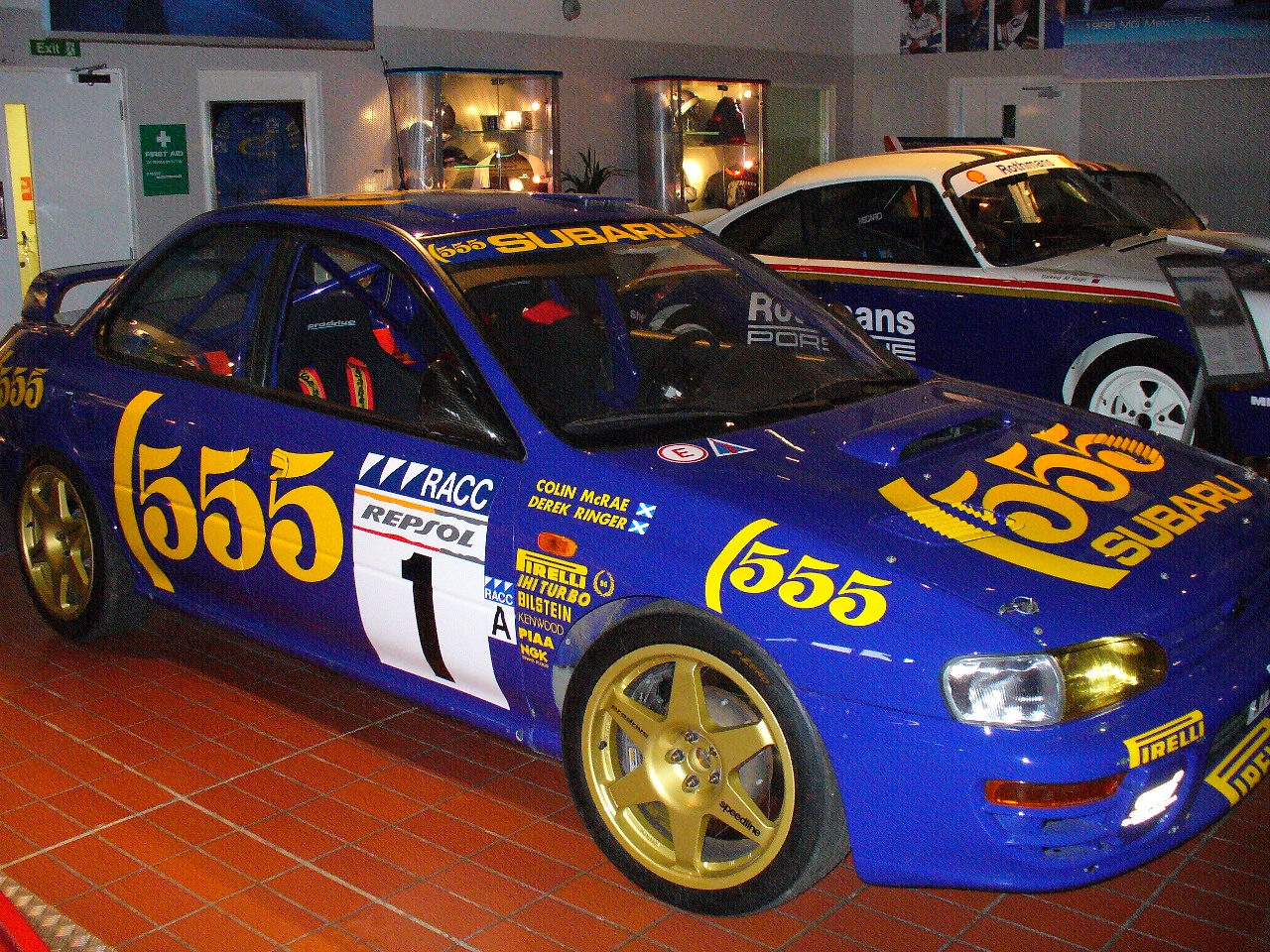
コリン・マクレーがドライブした555カラーのスバル・インプレッサ

日本に輸入されていない銘柄としてステートエクスプレス555（ファイブ・ファイブ・ファイブ）があり、かつてこの銘柄は自動車メーカーSUBARUのWRCワークスイメージとしてブルーと555ロゴがデザインされ、よく知られていた。このカラーリングはBATがF1に注力する為一時消滅したが2002年に再度スバルのスポンサーとして復帰し、2005年のスポンサード終了まで続いた。
F1では、古くは1970年代から80年代にかけてチーム・ロータスのスポンサーを務め、黒地に金字のジョン・プレイヤー・スペシャル (JPS)塗装のマシンが活躍していた。
その後F1チームのブリティッシュ・アメリカン・レーシング（後のB・A・R）の筆頭株主として創設に名を連ね、1999年から同チームメインスポンサーとしてF1に参加。初年度のマシン（B・A・R 01）はアメリカのIRLなどの様に、ジャック・ヴィルヌーヴのマシンをレッドとホワイトのラッキーストライク、リカルド・ゾンタのマシンをブルーとゴールドの555に分けて両ブランドを同時に露出させる戦略を狙ったが、F1のレギュレーション上同一チームは単一のカラーリングでなければならなかったことを指摘された為、苦肉の策としてマシンの中央から左右に分断し、それぞれ左右で独立したラッキーストライクと555のカラー&デザインを施した(第2戦からはノーズがシルバーになり中央部にはファスナーが描かれていた)。このカラーリングは妥協の産物に過ぎなかったこともあり、きわめて不評であった。

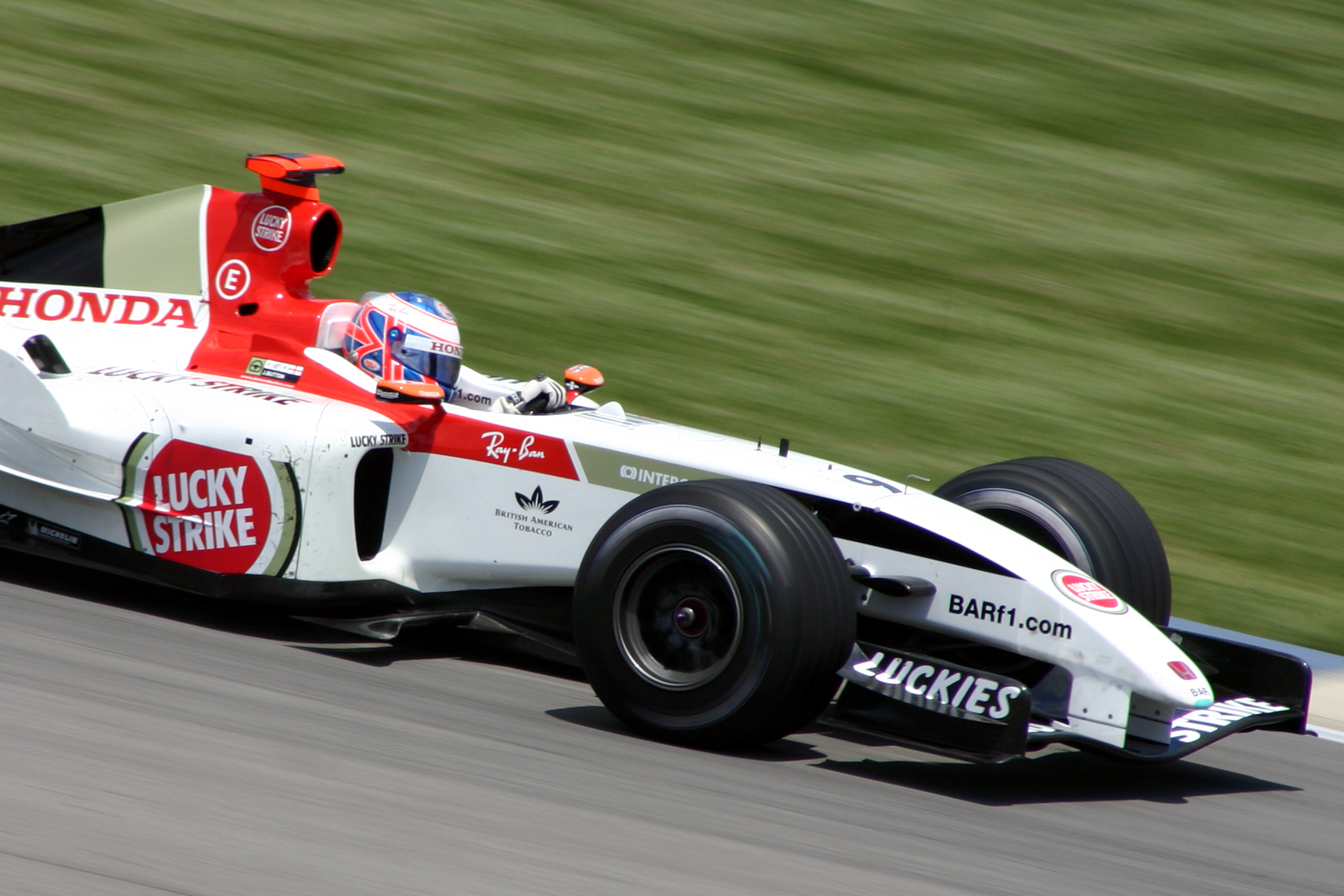
ラッキーストライクカラーのB・A・R 006をドライブするジェンソン・バトン

翌2000年にはラッキーストライクをイメージしたカラーリング（いわゆる日の丸カラー）に変更された。ただスポンサーロゴには555も含まれており、2004年のF1中国GPでは中国市場でのブランドの知名度を考慮し、アンソニー・デビッドソンの乗るサードカーのカラーリング及び、ドライバーとチームスタッフのユニフォームが、通常のラッキーストライクから555イメージのブルーに変更されているほか、2台のレースカーもラッキーストライクロゴが555ロゴに置き換えられている。ただし、カラーリングは従来と同じであった。2005年と2006年の中国GPでは、2台のレースカーも555イメージのブルーのカラーリングとなった。
2005年をもって、チーム株式を全てホンダに売却しチーム運営からは手を引き、その後はホンダF1チームのメインスポンサーとしてチームをサポートしたが、EU内でのタバコ広告規制に伴い2006年をもってスポンサー活動を終了した。
2019年からマクラーレンとパートナーシップ契約を結んだ。タバコ広告規制を回避するため、BATの潜在的にリスクが低減された商品の宣伝プログラム「A Better Tomorrow」のロゴを掲載する。